# Brasil Tennis Cup
Brasil Tennis Cup – kobiecy turniej tenisowy kategorii WTA International Series zaliczany do cyklu WTA Tour. Rozgrywany w Florianópolis: w latach 2013–2014 na nawierzchni twardej, a w latach 2015–2016 na nawierzchni ceglanej.

## Mecze finałowe

### gra pojedyncza
| Rok  | Zwyciężczyni       | Finalistka       | Wynik         |
| 2016 | Irina-Camelia Begu | Tímea Babos      | 2:6, 6:4, 6:3 |
| 2015 | Teliana Pereira    | Annika Beck      | 6:4, 4:6, 6:1 |
| 2014 | Klára Zakopalová   | Garbiñe Muguruza | 4:6, 7:5, 6:0 |
| 2013 | Monica Niculescu   | Olga Puczkowa    | 6:2, 4:6, 6:4 |

### gra podwójna
| Rok  | Zwyciężczynie                               | Finalistki                                | Wynik             |
| 2016 | Ludmyła Kiczenok Nadija Kiczenok            | Tímea Babos Réka Luca Jani                | 6:3, 6:1          |
| 2015 | Annika Beck Laura Siegemund                 | María Irigoyen Paula Kania                | 6:3, 7:6(1)       |
| 2014 | Anabel Medina Garrigues Jarosława Szwiedowa | Francesca Schiavone Sílvia Soler Espinosa | 7:6(1), 2:6, 10–3 |
| 2013 | Anabel Medina Garrigues Jarosława Szwiedowa | Anne Keothavong Walerija Sawinych         | 6:0, 6:4          |